# 38070 Redwine
38070 Redwine è un asteroide della fascia principale. Scoperto nel 1999, presenta un'orbita caratterizzata da un semiasse maggiore pari a 2,1438339 au e da un'eccentricità di 0,2154469, inclinata di 3,99926° rispetto all'eclittica.
L'asteroide è dedicato a Kelley K. Redwine, terapista occupazionale e moglie di Shawn Hermann, il quale ha lavorato con LEONOS fra il 1998 e il 1999.